# Gerhard Sattler
Gerhard Sattler (* 16. Dezember 1955 in Darmstadt; † 14. September 2022) war ein deutscher Hautarzt. Er war spezialisiert auf dem Gebiet der ästhetischen Chirurgie tätig.

## Leben
Gerhard Sattler studierte von 1977 bis 1983 Humanmedizin an der Johann Wolfgang Goethe-Universität Frankfurt am Main und erhielt seine Approbation am 5. Dezember 1983 in Frankfurt am Main. Nach dem Abschluss seiner Facharztprüfung für Dermatologie am 9. November 1988 war er langjähriger Oberarzt der Hautklinik am Klinikum Darmstadt.
Er war vorwiegend auf dem Gebiet der sogenannten medizinischen Ästhetik und der Weiterentwicklung der Fettabsaugung tätig, wobei er die Behandlung am wachen Patienten in lokaler Tumeszenzanästhesie oder die Eigenfettbehandlung anwandte. Sattler besaß jedoch keine Facharztanerkennung als Chirurg oder plastischer Chirurg.
Sattler gründete 1996 gemeinsam mit seiner Frau Sonja Sattler die Rosenpark Klinik in Darmstadt. Er bemühte sich um eine interdisziplinäre Weiterbildung des Faches. Seine Tätigkeitsschwerpunkte waren operative Dermatologie, Venenchirurgie, Liposuktion, Behandlungen in Tumeszenzlokalanästhesie, Botulinumtoxinbehandlung und Faltenbehandlung. Er fungierte als Initiator und Ausrichter der von Pharmaunternehmen gesponserten 1. bis 7. Internationalen Darmstädter Live-Symposien für Dermatochirurgie und Ästhetik und als Initiator und Ausrichter des Kongresses Venenchirurgie Live 1995 und 2000 in Frankfurt am Main.
In seiner Funktion als Kongress-Chairman des Welt-Liposuktionskongresses AACS Denver 2002 und St. Louis 2004 und als Kongress-Präsident ISDS Kongress Berlin 2003, Organisationskomitee ISDS Kongress Dublin 2005, Congress-Vice President & Program Chair Istanbul 2006 und Venedig 2007 organisierte er Kongresse mit Beteiligung internationaler Spezialisten. Sattler war im Vorstand oder Beirat von mehreren nationalen und internationalen Fachgesellschaften der Dermatologie und der ästhetischen Chirurgie tätig und bereiste als eingeladener Referent internationale Kongresse.

## Kritik
Sattler operierte Brigitte Nielsen mehrfach in der umstrittenen RTL-Fernsehserie Aus alt mach neu. Gegen die Sendung und die damit verbundene Zurschaustellung der Schönheitschirurgie wurden Proteste von CDU-Frauen im Deutschen Bundestag unter Führung von Gitta Connemann laut. Auch Berufskollegen wie Werner Mang, Präsident der Internationalen Gesellschaft für Ästhetische Medizin und Günter Germann, Präsident der Deutschen Gesellschaft der Plastischen, Rekonstruktiven und Ästhetischen Chirurgen, kritisierten das operative Vorgehen wie auch die Mitwirkung an der Sendung, da hier die Medizin als oberflächliche „Beauty-Medizin“ dargestellt werde. Medienwirksam für Sattlers Klinik bot Brigitte Nielsen im Anschluss ihr abgesaugtes Fett zur Versteigerung an.

## Veröffentlichungen (Auswahl)
- als Hrsg. mit Boris Sommer: Botulinumtoxin in der ästhetischen Medizin. Blackwell, Berlin/Wien 2001, ISBN 3-89412-541-1 (2. Auflage 2003).
- als Hrsg. mit Boris Sommer und Thomas Schnittspahn: Liposuktion: Fettabsaugung; Wege zu einem schönen Körper. Mednova 2003, ISBN 3-9808510-0-1.
- als Hrsg.: Lehrbuch der Liposuktion. Thieme, Stuttgart 2003, ISBN 3-13-138141-8.
- mit C. W. Hanke: Liposuction (Procedures in Cosmetic Dermatology). Saunders, USA 2005, ISBN 1-4160-2208-2.
- als Hrsg. mit Boris Sommer: Botulinumtoxin in der ästhetischen Medizin. Thieme, Stuttgart 2006, ISBN 3-13-137673-2.
- Auf der anderen Seite des Spiegels: Aus dem Alltag eines Schönheitschirurgen. Droemer Verlag, 2007, ISBN 3-426-27460-4.